# Acid western
Acid westernul sau westernul psihedelic este un subgen al filmului western dezvoltat pe parcursul anilor 1960 și 1970. Acesta combină trăsăturile tradiționale ale genului western cu excesele westernurilor spaghetti și cultura psihedelică a anilor 1960⁠(d).

## Etimologie
Criticul de film Pauline Kael a inventat termenul de „acid western” într-o recenzie a filmului El Topo⁠(d) (1971) de Alejandro Jodorowsky publicată în numărul din noiembrie 1971 al revistei The New Yorker.
Jonathan Rosenbaum⁠(d) a dezvoltat ideea în recenzia din iunie 1996 a filmului Dead Man⁠(d) (1995) de Jim Jarmusch, în interviul cu Jarmusch pentru revista Cineaste și în lucrarea Dead Man publicată de BFI Modern Classics. Rosenbaum prezintă numeroase aspecte ale acestui western revizionist: partitura evocatoare a lui Neil Young, rolul tutunului, interpretarea lui Johnny Depp și încadrarea filmului în genul acid western. În capitolul „On the Acid Western”, autorul discută atât dimensiunea halucinogenă a filmului, cât și sensibilitatea artistică și politică influențată de contracultura anilor 1960⁠(d).
Spre deosebire de westernul tradițional, unde călătoria spre vest reprezenta o cale de eliberare și desăvârșire, în westernul psihedelic era o călătorie spre moarte.

## Istorie
Rosenbaum a utilizat termenul „acid western” pentru a descrie un „onorabil vis al contraculturii” anilor 1960 și 1970 „asociat atât cu personalități precum Monte Hellman, Dennis Hopper, Jim McBride⁠(d) și Rudy Wurlitzer⁠(d), cât și cu filme precum Greaser's Palace⁠(d).”
Filmul idol The Shooting⁠(d) (1966) al lui Hellman poate fi considerat primul exemplu de acid western. Finanțat în secret de Roger Corman, acesta îi are în rolurile principale pe Will Hutchins⁠(d), Warren Oates și Jack Nicholson. The Shooting subminează intriga tradițională a filmului western pentru a reproduce sentimentul de teamă și incertitudine specific contraculturii anilor 1960.
Scenaristul Rudolph Wurlitzer⁠(d) este considerat părintele westernului psihedelic. Inventat la sfârșitul anilor 1960, acesta a influențat scenariile filmelor Glen and Randa⁠(d) (McBride), Two-Lane Blacktop⁠(d) (Hellman), Walker⁠(d) (Alex Cox⁠(d)) și Pat Garrett and Billy the Kid⁠(d) (Sam Peckinpah). Wurlitzer a contribuit la scenariul lungmetrajului Gone Beaver, un western ambițios despre primii vânători și amerindieni americani, materialul fiind considerat un „scenariu extravagant” de către Rosenbaum. Filmul a fost abandonat cu o zi înainte de inițierea producție. Scenariul Zebulon din 1970 al lui Wurlitzer a influențat lugmetrajul Dead Man al regizorului Jarmusch. Autorul și-a publicat ulterior scenariul sub forma unui roman intitulat The Drop Edge of Yonder.
Filmul Blueberry⁠(d) (2004) de Jan Kounen⁠(d) este considerat un exemplu de acid western.

## Exemple
- Lemonade Joe (1964)
- The Shooting (1966)
- Ride in the Whirlwind (1966)
- Django Kill... If You Live, Shoot! (1967)
- El Topo (1970)
- Zachariah (1971)
- The Hired Hand (1971)
- The Last Movie (1971)
- Captain Apache (1971)
- Greaser's Palace (1972)
- Bad Company (1972)
- Pat Garrett and Billy the Kid (1973)
- Walker (1987)
- Dust Devil (1992)
- Dead Man (1995)
- Sălbaticul Bill (1995)[11]
- Propunerea (2005)
- Blueberry (2005)
- The Murder of Hi Good (2012)
- Day of the Stranger (2020)